# Juodkrantė
Juodkrantė (hist. niem. Schwarzort) – część miasta Nerynga na Litwie, w okręgu kłajpedzkim, w rejonie neryńskim, siedziba gminy, na Mierzei Kurońskiej.

## Historia
Miejscowość po raz pierwszy wspominana była w listach Zakonu Krzyżackiego z 1429 roku pod nazwą Schwarzort. W XVII wieku na skutek epidemii dżumy i przesuwania się wydm wieś praktycznie przestała istnieć. W XVIII wieku nastąpił wzrost znaczenia wsi, założono szkołę, a sama miejscowość stała się siedzibą parafii. W XIX wieku nastąpił najszybszy rozwój miejscowości, rozpoczęto wówczas wydobywanie bursztynu, średnio 75 ton rocznie. Odkryto wówczas również wyroby bursztynowe z epoki neolitu. W 1885 roku mieszkało tu 851 ludzi. W 1878 roku spłonął drewniany kościół luterański, lecz już w 1885 roku został odbudowany z cegły i stoi do dziś. Po I wojnie światowej miejscowość została odłączona od Niemiec i stała się częścią Litwy. Od tego czasu, poza okresem II wojny światowej kurort jest znany pod nazwą Juodkrantė.

### Turystyka
W latach 60. XIX wieku Schwarzort zaczął zmieniać swój charakter z wioski rybackiej na nadmorski kurort. Do początku XX wieku istniało 5 hoteli, kilkadziesiąt willi letniskowych i dom uzdrowiskowy. Miejscowość przyciągała ponad 3 tys. gości rocznie. Wybuch II wojny światowej zakończył działalność turystyczną. Po wojnie aż do lat 60. obszar był pod silną kontrolą wojskową jako obszar przygraniczny. W późniejszych latach ruch turystyczny wrócił, lecz Nida położona bardziej na południu Mierzei Kurońskiej mocniej przyciągała gości. Pozwoliło to na zachowanie rybackiego charakteru miejscowości, czasem określanej mianem "stolicy rybaków", w lipcu odbywa się coroczny festiwal rybołówstwa.

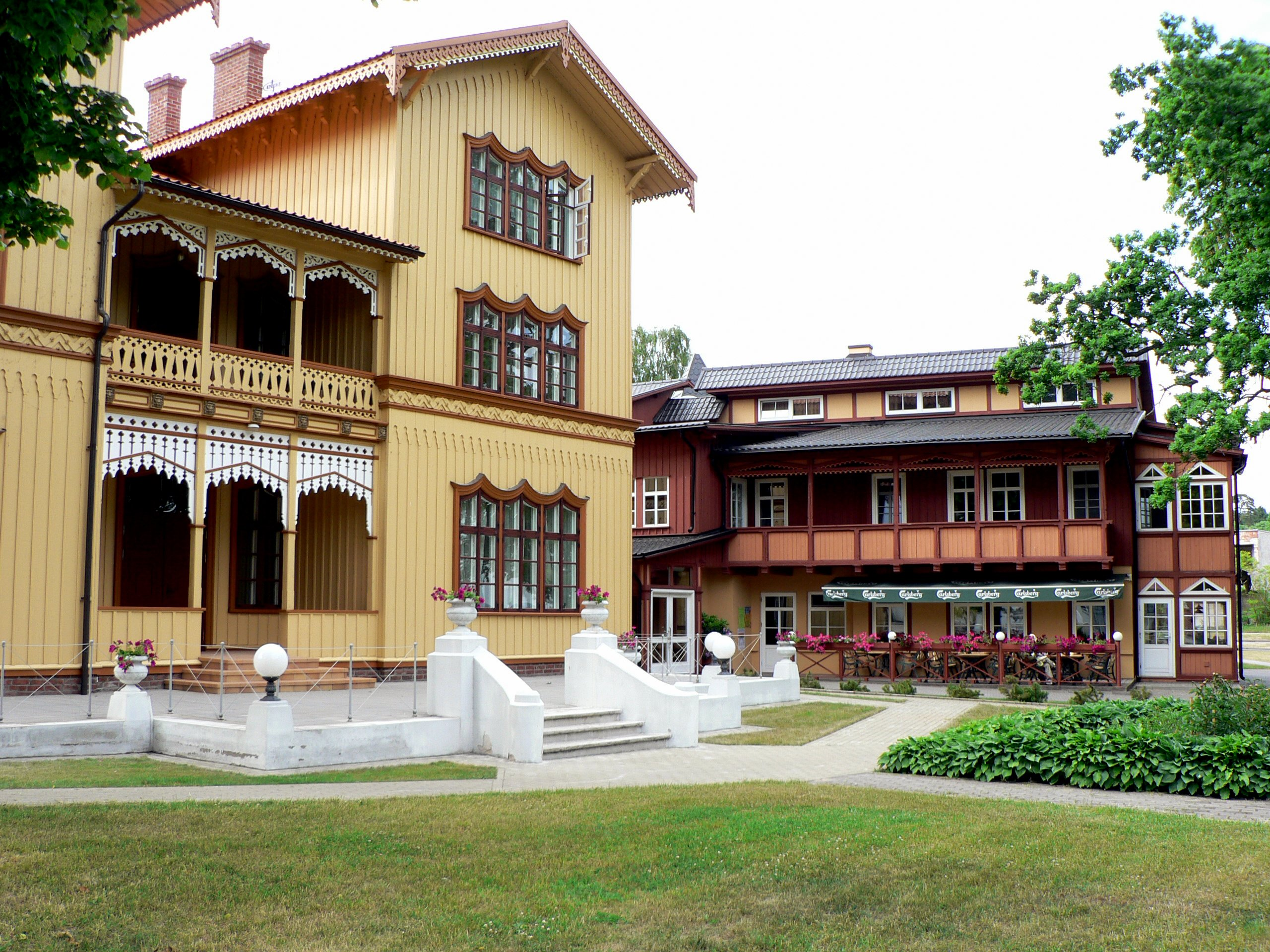
willa letniskowa z przełomu XIX/XX wieku

W Juodkrantė znajduje się niewielka przystań dla jachtów i łodzi, przystań rybacka oraz 20-metrowa latarnia morska.